# The Shangri-Las
The Shangri-Las — американський дівочий гурт, утворений 1964 року у Нью-Йорку. До складу цього вокальної гурту входили учениці нью-йоркської «Andrew Jackson High School»: сестри Бетті (Betty) і Мері Вайсс (Mary Weiss) та Марджі (Margie) і Мері-Енн Генсер (Mary-Ann Ganser).

## Історія гурту
Відкрив цих талановитих дівчат 1963 року продюсер Джордж «Шедоу» Мортон. Спочатку під назвою Bon Bons сестри записали два сингли, а потім уклали угоду з новоутвореною фірмою «Red Bird». Вже як The Shangri-Las здобули світову відомість хітом «Remember (Walkin' In The Sand)», що відрізнявся чудовим аранжуванням, яке доповнювали шум хвиль та крик чайок. Звукові ефекти (запуск двигуна) були використані також і на черговому запису «Leader Of The Pack», де розповідалось про кохання підлітків, яке перервала трагічна смерть в автокатастрофі.
1966 року Марджі Генсер залишила гурт. Хоча це і не вплинуло на популярність тріо, однак того ж року гурт все ж таки припинив діяльність. The Shangri-Las своїми текстами та музикою відповідали смакам американських підлітків. Їх пісні розповідали про безтурботне і романтичне кохання, а також про непорозуміння з батьками, бунти та смерті. У 1965 та 1966 роках гурт записав дві цікаві композиції «І Can Never Go Home Anymore» та «Past Present & Future», a 1972 року їх старий хіт «Leader Of The Pack» знову повернувся на топ-аркуші.
1976 року внаслідок зловживання наркотиками померла Марджі Генсер. Інші учасниці Shangri-Las відродили гурт 1989 року і провели невелике турне Америкою.

## Дискографія
- 1964: Leader Of The Pack
- 1965: The Shangri-Las '65
- 1966: I Can Never Go Home Anymore
- 1966: Golden Hits Of The Shangri-Las
- 1996: The Best Of The Shangri-Las